# Kupno (województwo podkarpackie)
Kupno – wieś w Polsce położona w województwie podkarpackim, w powiecie kolbuszowskim, w gminie Kolbuszowa.
| SIMC    | Nazwa   | Rodzaj    |
| ------- | ------- | --------- |
| 0652323 | Majdan  | część wsi |
| 0652330 | Zagrody | część wsi |

W latach 1954–1972 wieś należała i była siedzibą władz gromady Kupno. W latach 1975–1998 miejscowość administracyjnie należała do województwa rzeszowskiego.
Miejscowość jest siedzibą parafii św. Jana Chrzciciela, należącej do dekanatu Kolbuszowa Wschód, diecezji rzeszowskiej.
Kupno to leśna osada z końca XVI wieku. Na przełomie XVI i XVII wieku Kupno stało się wsią królewską. Było wsią królewską tenuty bratkowickiej w województwie sandomierskim w 1629 roku. Królowie, a zwłaszcza Stefan Batory, który dbał o dobra królewskie w Puszczy Sandomierskiej, zakładał na jej obrzeżach z dobrami prywatnymi osady strażników lasów i zwierzyny. Prawdopodobnie w ten sposób powstały królewskie Kupno, Widełka i Kłapówka.
Najstarsze wzmianki o wsi można spotkać w księgach parafii Kolbuszowa, gdyż Kupno przez wieki należało do niej. W 1640 roku od kwietnia do grudnia urodziło się 12 dzieci, w tym 9 chłopców i 3 dziewczynki, zaś w roku następnym (1641) - urodziło się 20 dzieci. Pierwsze nazwiska mieszkańców wsi to m.in. Partyka, Kaczorek, Gołobczyk, Bartkowic, Przywara, Niezgodka, Pastuła, Węgrzyn, Kozieł, Miazga, Sufnar, Kołodziejczyk.